# چارشانه‌ها
چارشانه‌ها (نام علمی: Velia) نام یک سرده از تیره آب‌پیمایان چارشانه است.